# Linha do Norte da Norrland
A Linha do Norte da Norrland - em sueco Stambanan genom övre Norrland - é uma via férrea que atravessa o interior da região da Norrland, no Norte da Suécia, ligando Bräcke a Luleå, e passando por Långsele, Vännäs, Umeå, Vindeln, Älvsbyn e Boden.

Tem uma extensão de 626 km, com via única na maior parte, e está completamente eletrificada.

Foi construída em 1883-1894 e eletrificada em 1939-1942. Tem numerosas curvas, com uma amplitude não permitida em novas linhas ferroviárias hoje em dia.

## Itinerário
- Bräcke
- Långsele
- Vännäs
- Umeå
- Vindeln
- Älvsbyn
- Boden
- Luleå

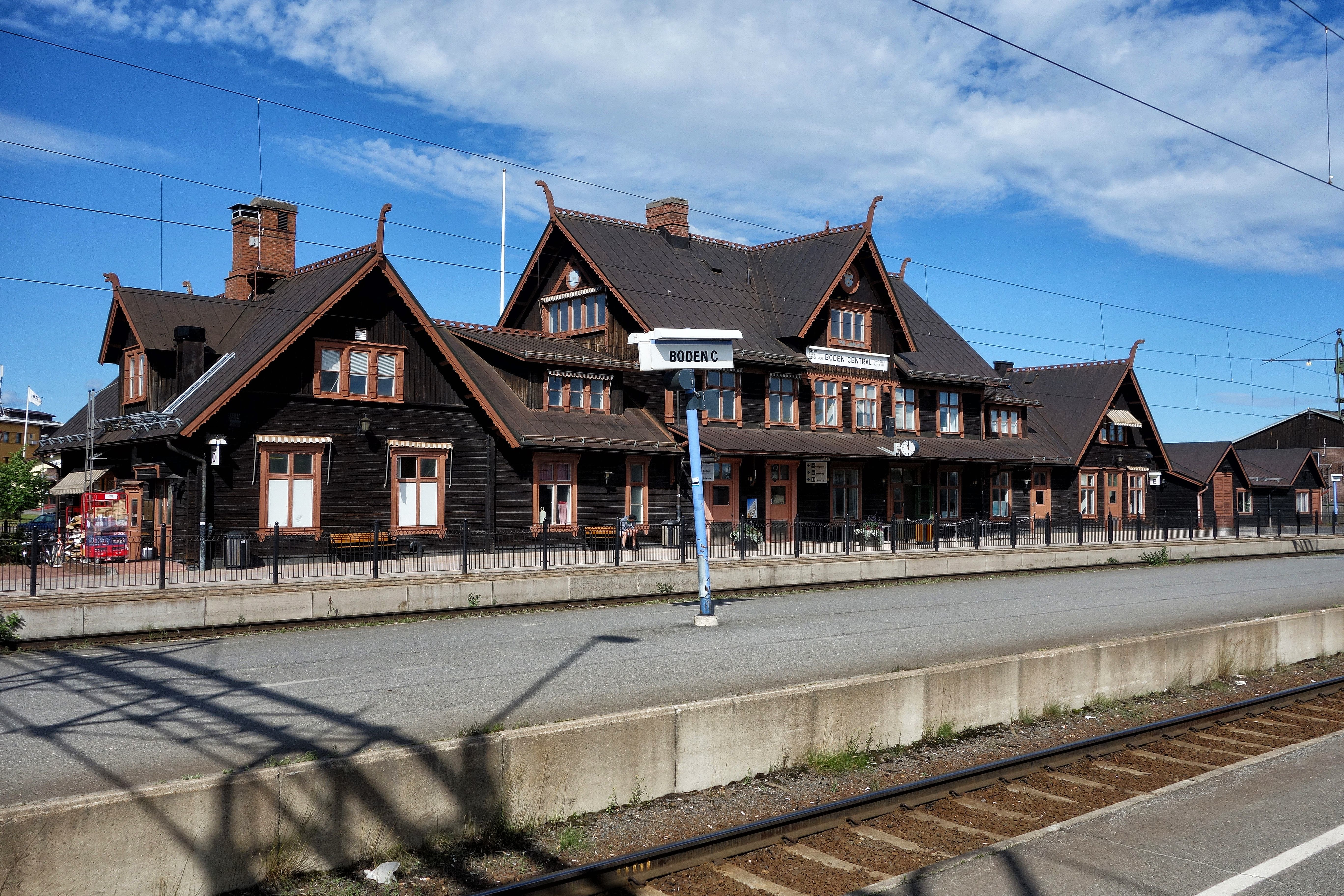
Estação de Boden
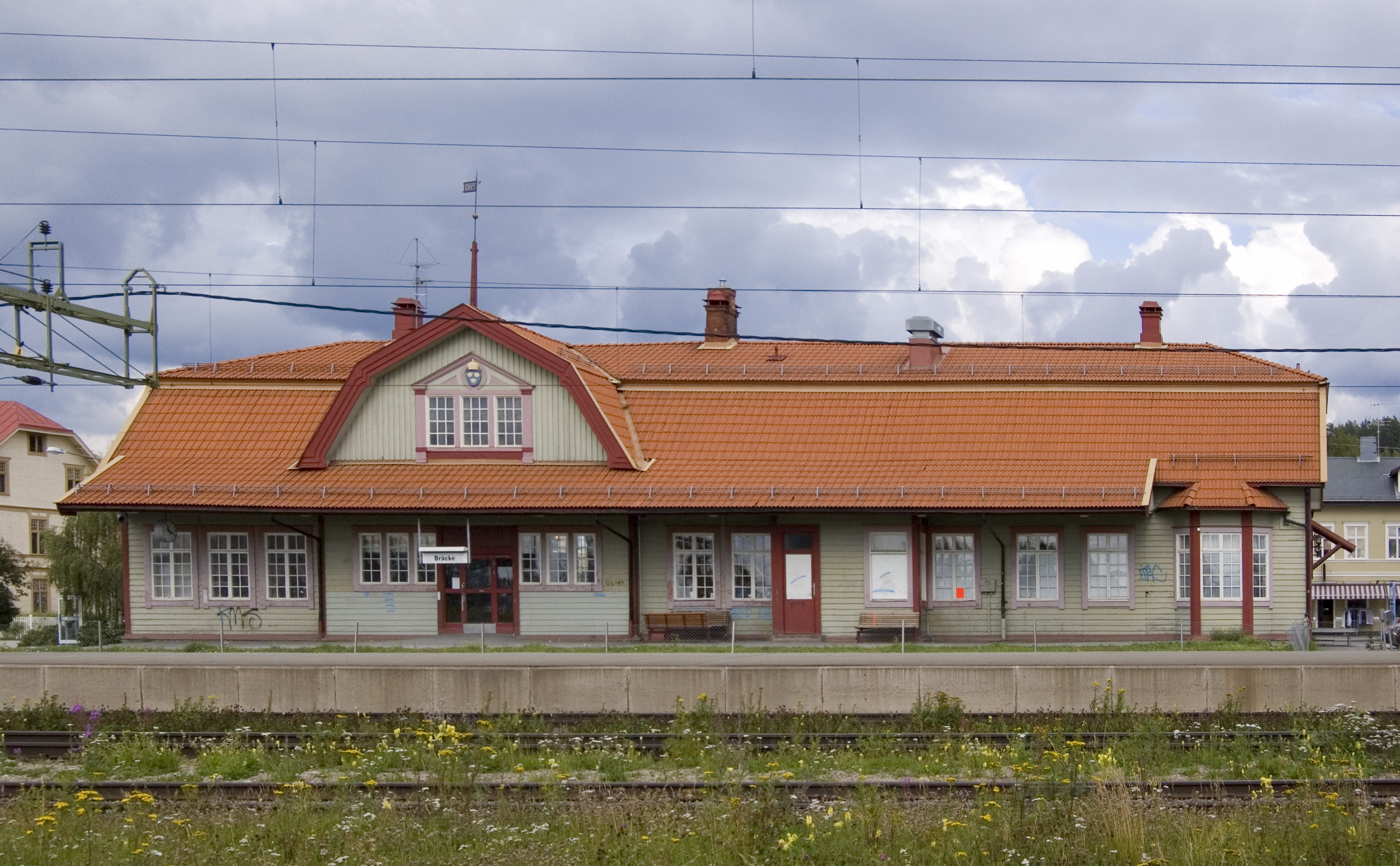
Estação de Bräcke
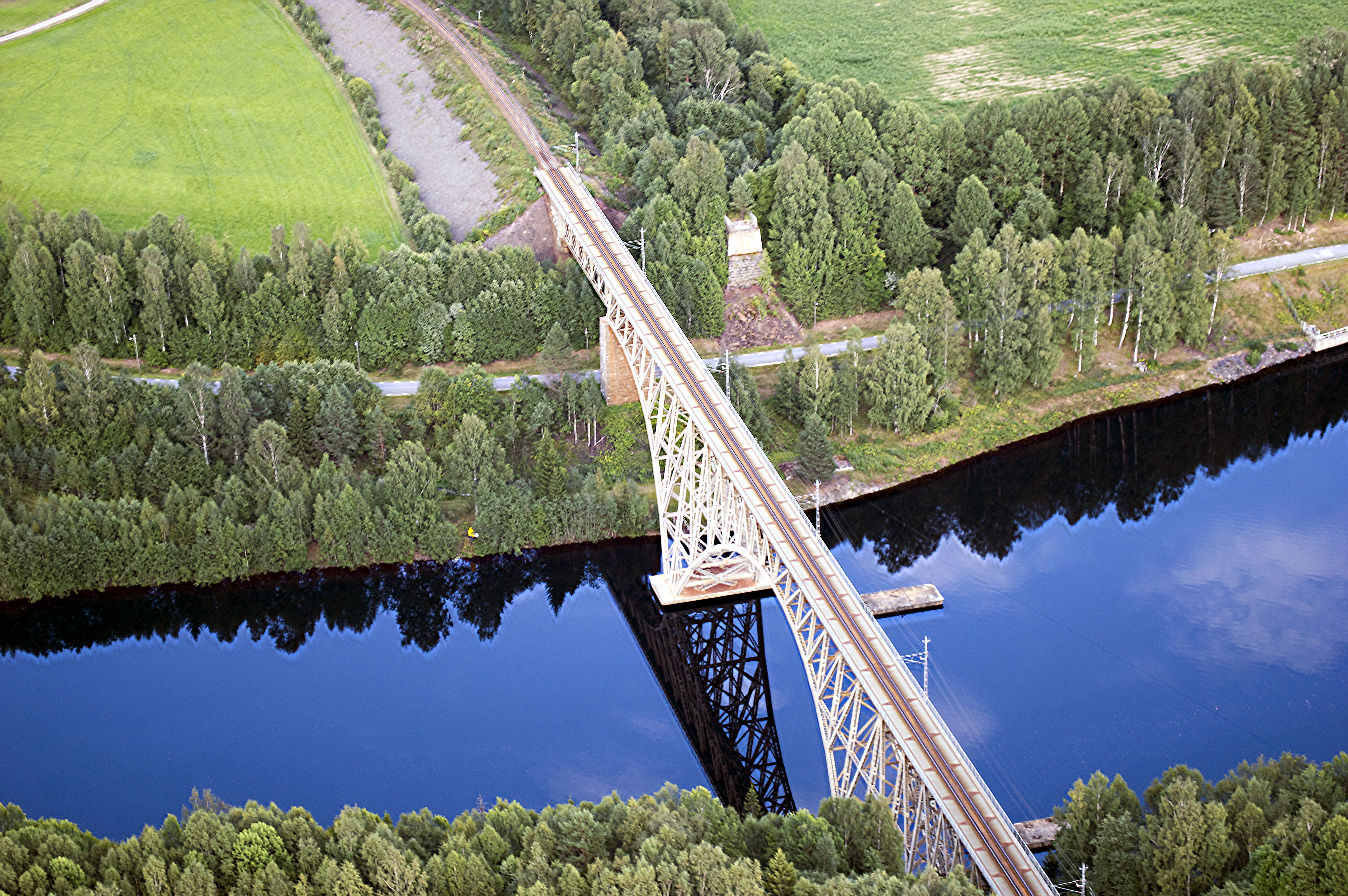
Ponte ferroviária de Forsmo
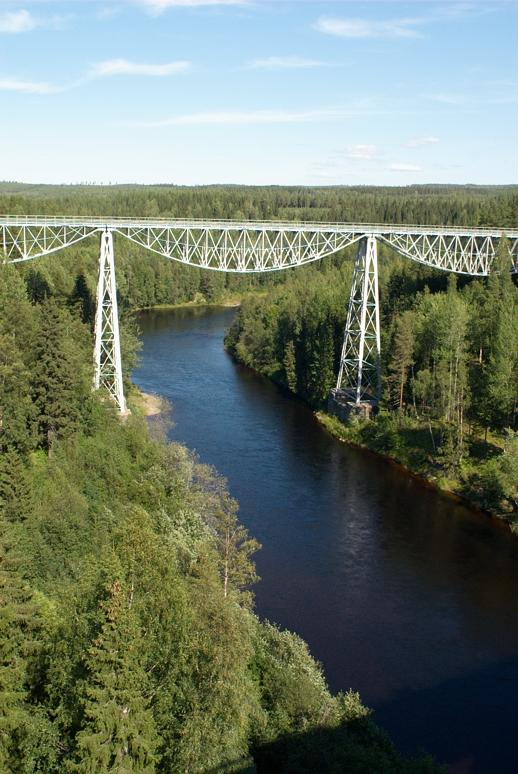
Ponte ferroviária de Tallberg